# Chris Frantz
Pour les articles homonymes, voir Frantz.
Charton Christopher « Chris » Frantz est un batteur et producteur américain né le 8 mai 1951 au Fort Campbell (en).
Il est le batteur des groupes Talking Heads et Tom Tom Club, qu'il a cofondé avec son épouse et bassiste de Talking Heads, Tina Weymouth.
Il est intronisé au Rock and Roll Hall of Fame en 2002 en tant que membre de Talking Heads.